# Fontainemelon
Fontainemelon és un municipi suís del cantó de Neuchâtel, situat al districte de Le Val-de-Ruz.